# Эрв
Эрв (фр. Herve, валл. Heve, Héf) — коммуна в Валлонии, расположенная в провинции Льеж, округ Вервье. Принадлежит Французскому языковому сообществу Бельгии. На площади 56,84 км² проживают 16 772 человека (плотность населения — 295 чел./км²), из которых 48,74 % — мужчины и 51,26 % — женщины. Средний годовой доход на душу населения в 2003 году составлял 12 051 евро.
Почтовый код: 4650-4654. Телефонный код: 087.